# Armor TV
Pour les articles homonymes, voir Armor (homonymie).
Armor TV était une chaîne locale du département des Côtes-d'Armor, diffusée du 24 novembre 2006 au 31 décembre 2016. Elle émettait depuis Saint-Brieuc et n’était diffusée que numériquement, sur le site internet de la chaîne.
La chaîne a cessé d’émettre le 31 décembre 2016 à la suite de l’arrêt du partenariat financier avec le Conseil départemental des Côtes-d'Armor.

## Description
Cette chaîne de télévision désirait présenter l’information du département.
Armor TV fut une des premières web TV conventionnée par le CSA en 2011.

## Programmes
Armor TV était une chaîne diffusant des informations locales économiques, culturelles et sportives. La chaîne diffusait en direct les premières émissions télévisées en gallo, et diffusait également des programmes en langue bretonne.